# Уоттс, Джордж Фредерик
Джордж Фредерик Уоттс (англ. George Frederic Watts, 23 февраля 1817, Марилебон — 1 июля 1904, Комптон) — английский художник-символист и скульптор викторианской эпохи. Уоттс стал известным ещё при жизни благодаря своим аллегорическим работам, таким как «Надежда» и «Любовь и жизнь». Эти картины должны были стать частью эпического символистичного цикла «Дом жизни», где эмоции и желания изображены с помощью универсального языка символов.

## Биография
Отец Уоттса был настройщиком и изготовителем фортепиано. В десять лет будущий художник стал учеником скульптора Уильяма Бенеса. Довольно поздно, в восемнадцать лет, поступил в Школу искусств при Королевской академии, учился там недолго. Работой, которая принесла Уоттсу известность, стала картина «Триумфальное проведение Каратака по улицам Рима» (1842). Это произведение победило в конкурсе, проводившемся в Вестминстерском зале Парламента и принесло Уоттсу премию в 300 фунтов. Полученные деньги дали ему возможность совершить в 1843—1847 годах путешествие в Италию, где под влиянием шедевров искусства античности и Возрождения сформировался стиль Уоттса. После возвращения из Италии Уоттс прославился как портретист и мастер масштабных аллегорических композиций. Сам художник утверждал, что его искусство обращено прежде всего к ценителям-интеллектуалам, а главной задачей считал стремление к правде и красоте через возбуждение воображения человека. Дружил с прерафаэлитами, посещавшими салон Принсепов в Кенсингтоне, сам не примыкал к этому течению, однако его ранние работы несут отпечаток их стилистики.
С 1851 по 1875 год художник жил в доме супругов Принсеп и был учителем их сына Валентайна. По настоянию Уоттса, мальчик получил художественное образование. В период жизни у Принсепов Уоттс создал множество портретов знаменитых людей, в том числе Лейтона, Теннисона, Карлейля, Суинберна и других. На нескольких своих работах он запечатлел драматическую актрису и постоянную натурщицу своего друга Фредерика Лейтона Дороти Дин. Большая часть исследователей творчества художника считает портреты лучшей частью его наследия.
Перемена стиля художника в конце 60-х — начале 70-х годов объясняется его обращением к скульптуре. За картины, выполненные в строгой монохромной гамме с героями, напоминающими античные скульптуры, Уоттса назвали викторианским Микеланджело. Техника Уоттса резко отличалась от техники большинства художников того времени, предпочитавших заглаженную живописную поверхность. Он писал корпусно, густыми мазками вязкой краски: чтобы удалить излишки масла, Уоттс предварительно выдавливал краску на бумагу. Г. К. Честертон отмечал, что живопись Уоттса подобна «фрескам некоего доисторического храма».
В 1864 году Уоттс женился на актрисе Эллен Терри. Брак распался через одиннадцать месяцев. Второй женой Уоттса в 1886 году стала шотландка, художница по керамике Мэри Фрезер-Титлер (1849—1938). С 1891 года супруги жили в поместье Лимнерлиз (Комптон, Суррей). В 1903 году рядом с поместьем открылся Музей Уоттса, в экспозицию которого вошла бо́льшая часть произведений художника. В 1885 и 1894 годах художнику был высочайше пожалован титул баронета, однако Уоттс отказался от него, так же как и от поста президента Королевской академии.
Уоттс умер в поместье Лимнерлиз 1 июля 1904 года. Похоронен в часовне, построенной по проекту его жены, рядом с Музеем Уоттса.

## Галерея

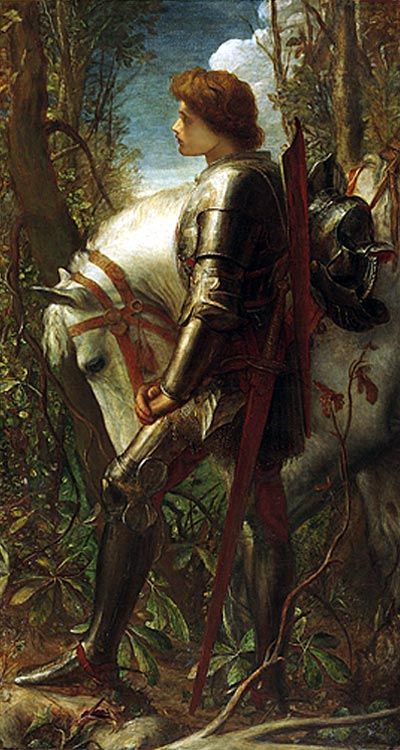
«Сэр Галахад». 1862.
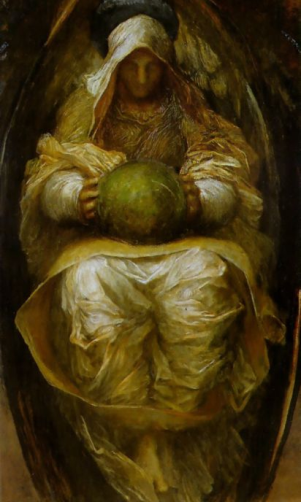
«Ангел-хранитель». 1887—1890
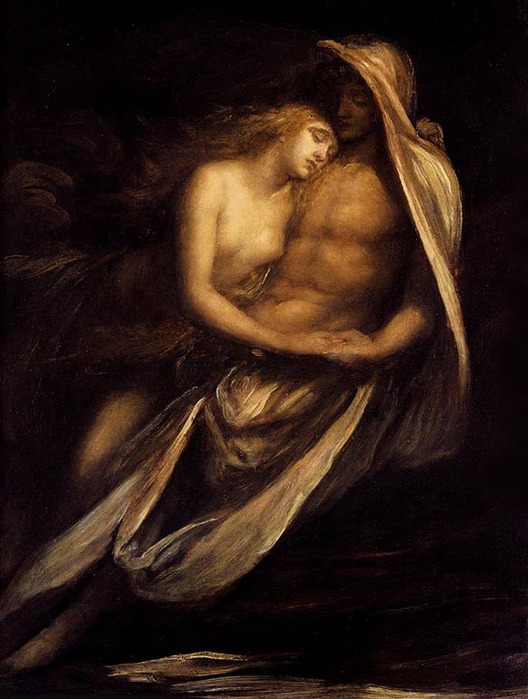
«Паоло и Франческа»
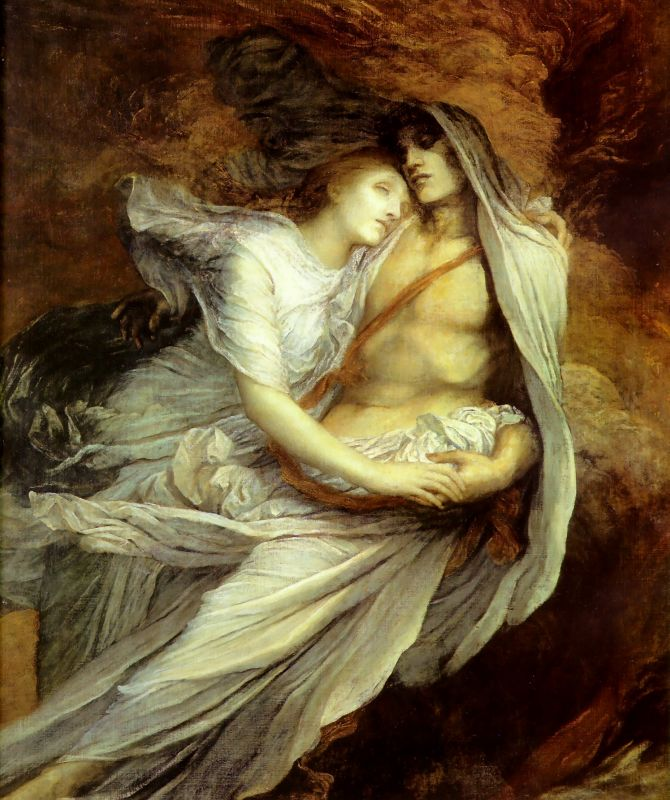
«Паоло и Франческа»
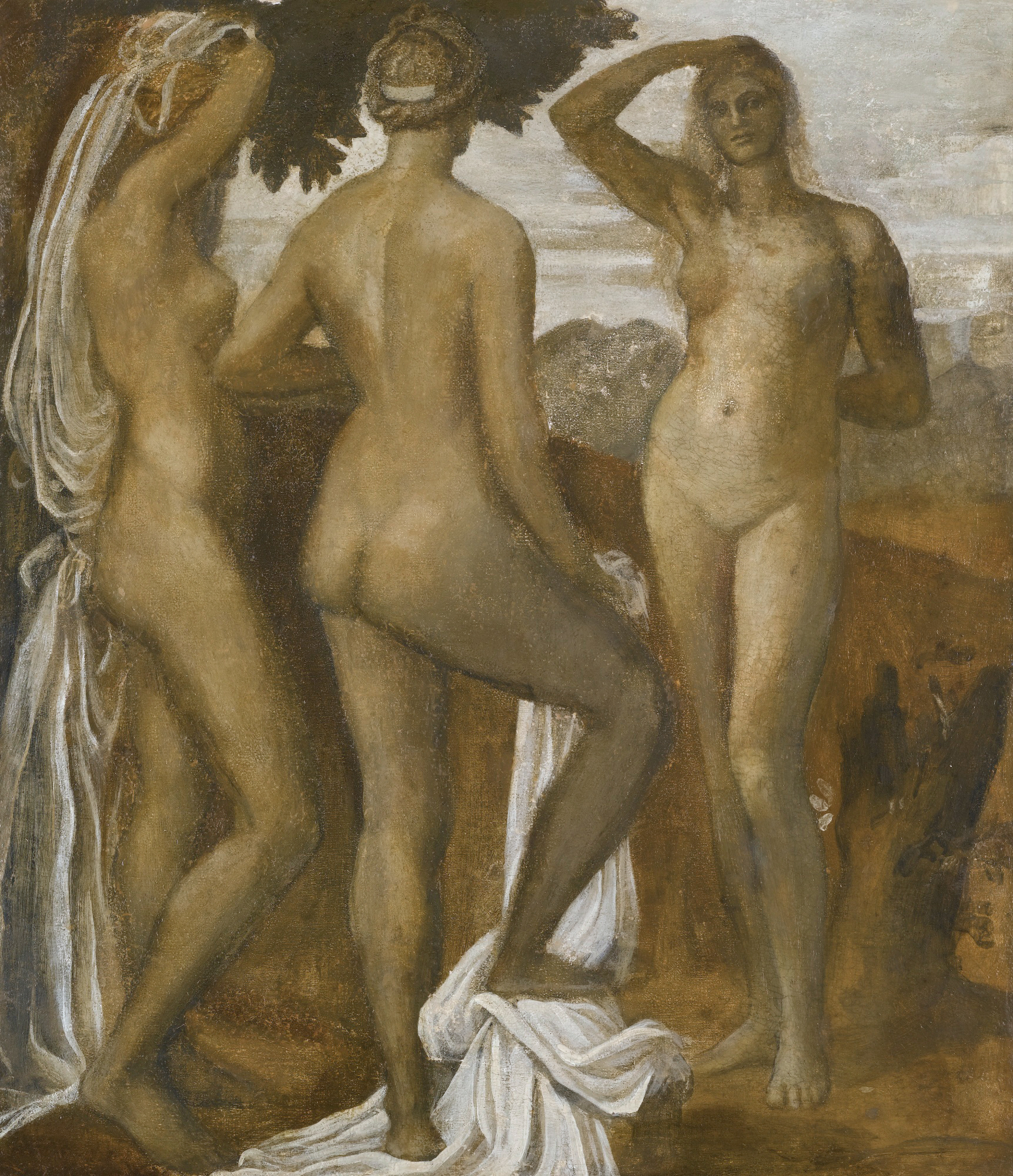
«Суд Париса»
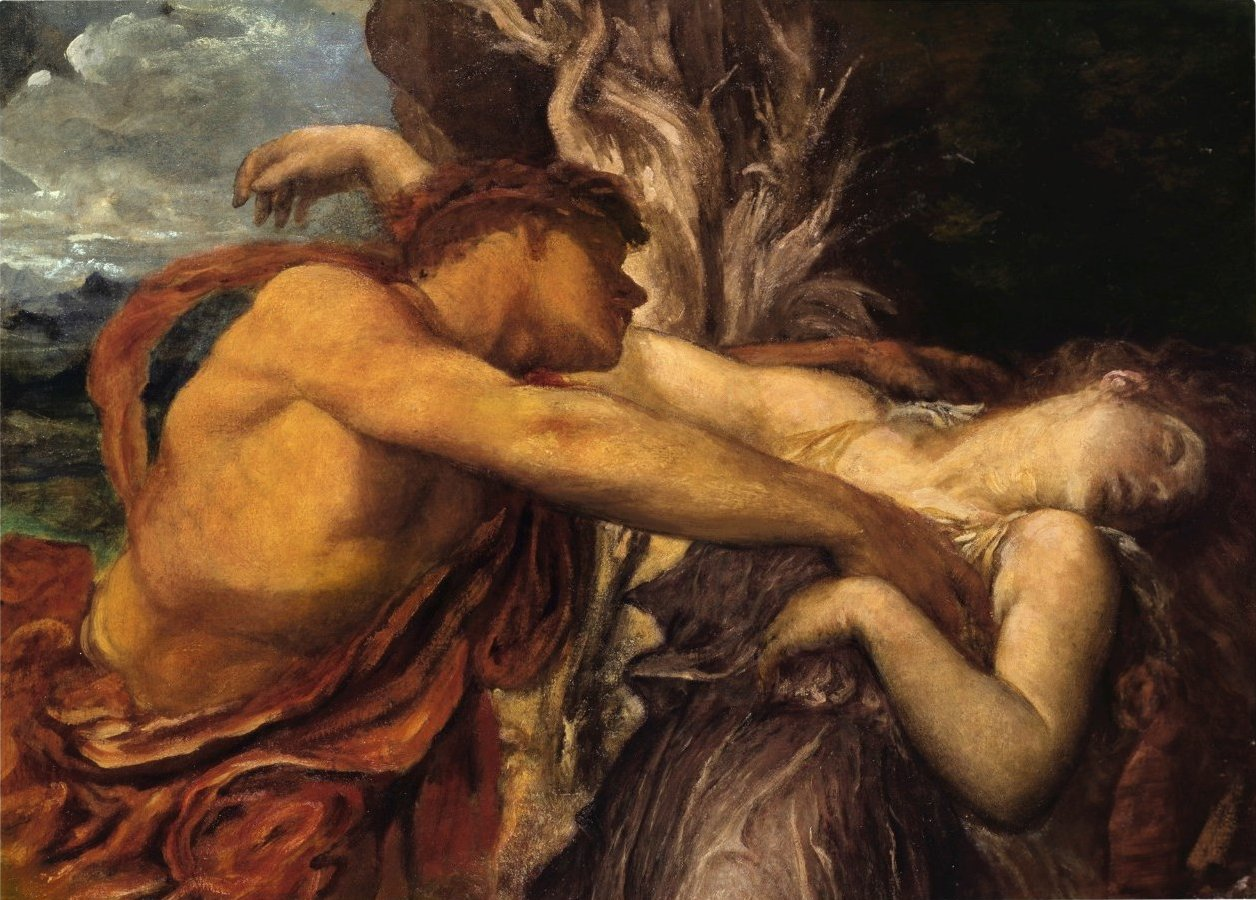
«Орфей и Эвридика»